# 諸岡大貴
諸岡 大貴（もろおか だいき、4月3日 - ）は、日本の男性声優。神奈川県出身。血液型はB型。ブラッシュアップ・ワン所属。旧芸名は諸星 寛司（もろほし ひろし）。

## 経歴
趣味はイラスト、お菓子作り。特技は水泳。 資格は普通自動車免許、簿記3級。

## 出演

### テレビアニメ
2012年
- パブー&モジーズ（ボビー、ベア）

### OVA
- ジャスティーン（オペレーター[1]、他[1]）

### ゲーム
- 太鼓の達人 ドコドン！ミステリーアドベンチャー（ポポカカ[1]）
- 桜花センゴクPortable（ツッパリ[1]、雑賀衆[1]、男他[1]）
- サドンアタック（STR-02RE[1]、STR-02BL[1]、ケントRED[1]、リュウBLUE[1]）
- ポケットフロンティア（永若の魔導剣神グレイ[1]）
- Zombie Vital II（勇者[1]）

### ドラマCD
- コミックアーススター2011年6月号付録CD「世界でいちばん強くなりたい！」（観客[1]）
- CLOCKZERO〜終焉の1秒〜（ヘブンズデビルズ構成員[1]）
- ファインダーの隻翼（飛龍部下[1]）

### その他コンテンツ
- 『青鬼 あやしい館からのだっしゅつ』特典サウンド体験型音声（2021年、ひろし、青鬼）